# Pterogobius zacalles
Pterogobius zacalles es una especie de peces de la familia de los Gobiidae en el orden de los Perciformes.

## Hábitat
Es un pez de mar y, de clima templado y demersal que vive entre 0-5 m de profundidad.

## Distribución geográfica
Se encuentra en el Japón

## Observaciones
Es inofensivo para los humanos. 